# Stads- en streekvervoer
Het stads- en streekvervoer is openbaar vervoer voor relatief korte afstanden.

## Vervoermiddelen
De volgende vervoermiddelen worden ingezet voor het stads- en streekvervoer:
- Bus (stadsbus, streekbus, buurtbus, trolleybus)
- Tram (en Sneltram)
- Metro
- People mover (alleen de ParkShuttle bij Rotterdam)

Bovenstaande vervoertechnieken, inclusief de gedecentraliseerde treindiensten en openbaar vervoer te water (snelle veerboten) noemt men in Nederland ook wel regionaal openbaar vervoer.
De eerste drie worden wel samengevat met de letters BTM.

## Nederland

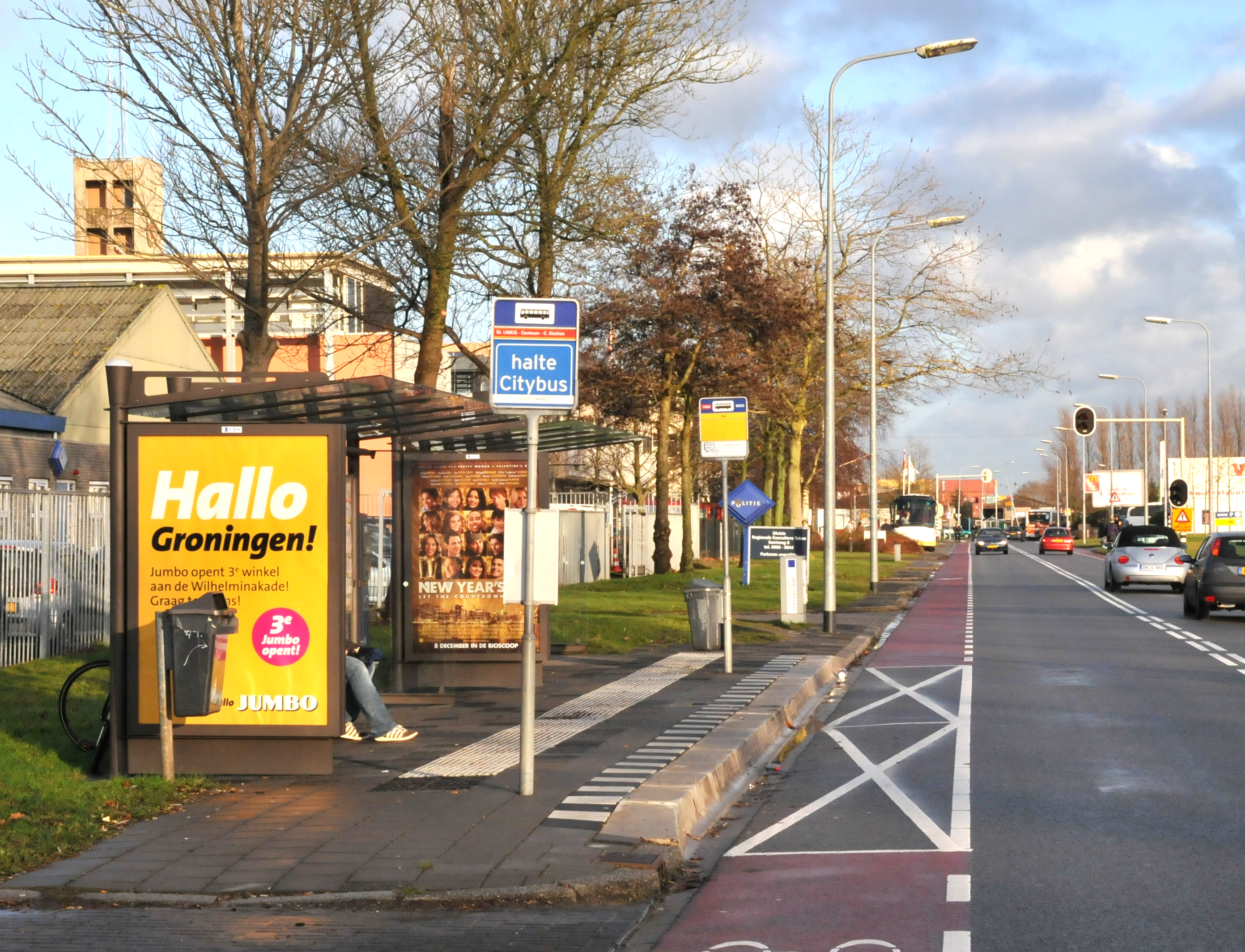
Bushalteperron met wielgeleidende trottoirbanden te Groningen

De OV-chipkaart is het landelijke betaalmiddel voor het openbaar vervoer in Nederland. Deze kaart kan worden opgewaardeerd met saldo of worden voorzien van één of meerdere 'reisproducten' (abonnementen, dagkaart, netkaarten).
De volgende artikelen gaan dieper in op het Nederlandse openbaar vervoer:
- Wet personenvervoer 2000 - over de marktwerking in het stads- en streekvervoer;
- OV-autoriteit - over de decentralisatie van de bevoegdheden op het gebied van het stads- en streekvervoer;
- rijksbijdrage voor het openbaar vervoer - over de subsidiëring van het stads- en streekvervoer;
- nationale vervoerbewijzen - over de vroegere vervoersopbrengsten en de kaartsoorten in het stads- en streekvervoer.

### Vervoerders
Het stads- en streekvervoer in Nederland wordt geëxploiteerd door verschillende vervoerbedrijven.
Onderstaande bedrijven verrichten openbaar vervoer in de regio's die middels een openbare aanbesteding zijn verkregen:
- Arriva Personenvervoer Nederland
- EBS
- Keolis Nederland
  - allGo
  - Syntus Twente
  - Syntus Utrecht
- Qbuzz
  - U-OV
- Transdev Nederland
  - Connexxion
    - Hermes
      - Breng

    - OV Regio IJsselmond
- Aquabus

In een aantal steden zijn aparte vervoerbedrijven (al dan niet verzelfstandigd). Onderstaande bedrijven verrichten stadsvervoer in regio's die middels een onderhandse gunning zijn verkregen:
- GVB, Amsterdam
- HTM, Den Haag
- RET, Rotterdam

Daarnaast zijn er diverse taxibedrijven die kleinschalig openbaar vervoer uitvoeren (buurtbus e.d.), met name in de provincies Groningen en Drenthe.

### Provincies
Artikelen van het stads- en streekvervoer per provincie:
- Stads- en streekvervoer in Drenthe
- Stads- en streekvervoer in Flevoland
- Stads- en streekvervoer in Friesland
- Stads- en streekvervoer in Gelderland
- Stads- en streekvervoer in Groningen
- Stads- en streekvervoer in Limburg
- Stads- en streekvervoer in Noord-Brabant
- Stads- en streekvervoer in Noord-Holland
- Stads- en streekvervoer in Overijssel
- Stads- en streekvervoer in Utrecht
- Stads- en streekvervoer in Zeeland
- Stads- en streekvervoer in Zuid-Holland

## België

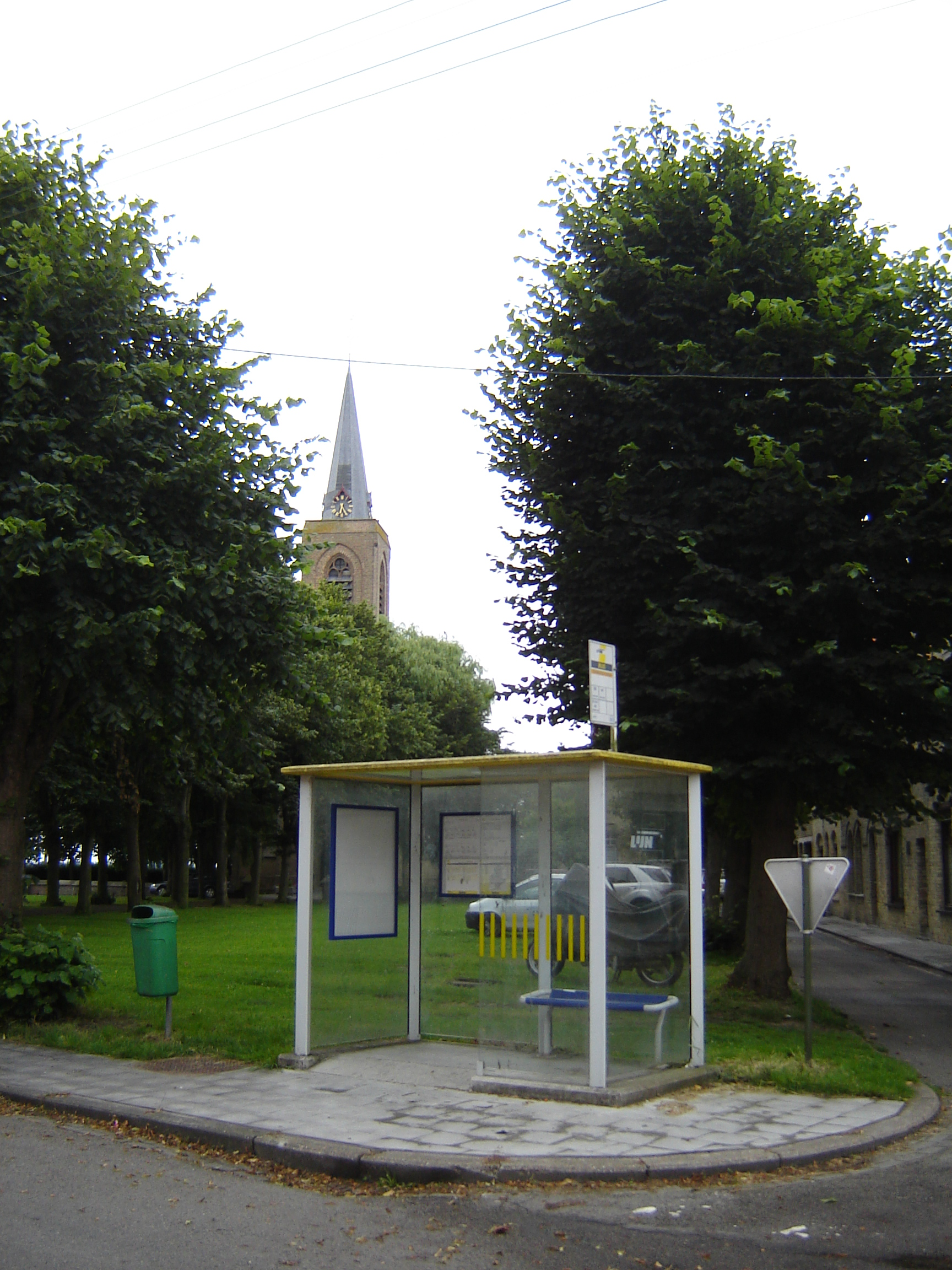
Halte van "De Lijn" in Oostkerke.

In België wordt het stads- en streekvervoer uitgevoerd in opdracht van de drie gewesten: het Waals gewest, het Vlaams Gewest en het Brussels Hoofdstedelijk Gewest

### Vervoerders
- De Vlaamse Vervoermaatschappij De Lijn exploiteert stads- en streekvervoer in opdracht van het Vlaams Gewest (tramlijnen op meterspoor, inclusief de enige streektramlijn Kusttram).
- De TEC (Transport en Commun) of Opérateur du Transport de Wallonie (OTW) exploiteert stads- en streekvervoer in opdracht van het Waals Gewest (tramlijnen op meterspoor).
- De Maatschappij voor het Intercommunaal Vervoer te Brussel (MIVB) exploiteert stadsvervoer in opdracht van het Brussels Hoofdstedelijk Gewest (tramlijnen op normaalspoor).

Voor De Lijn en TEC rijden ook zogenaamde exploitanten, busbedrijven die ingehuurd worden voor het rijden van ritten. Deze exploitanten (ook wel pachters genoemd) worden vergoed op basis van hun offerte en bepaalde parameters (bijvoorbeeld de evolutie van de loon- en brandstofkosten). Ze zijn niet verantwoordelijk voor de reizigersopbrengst, noch voor de bepaling van de reiswegen, ritten of dienstregeling. Daarom kunnen de exploitanten niet als vervoerder worden gezien.

### Kaartsoorten
Bij het Belgisch stads- en streekvervoer wordt gebruikgemaakt van een magneetstripkaarten en de elektronische chipkaart MOBIB. Bij TEC worden op deze kaarten zones ontwaard. Bij de MIVB kennen ze geen zones en worden er ritten ontwaard (wel mag er binnen het uur overgestapt worden). De Brusselse magneetkaart Jump-ticket is ook geldig bij de andere vervoersmaatschappijen, inclusief de spoorwegen, maar enkel binnen de Brusselse agglomeratie. Bij De Lijn maakt men gebruik van een uur-systeem, waarbij bij een overstap na het eerste uur opnieuw betaald wordt. Daarnaast is er de elektronische Brusselse MoBIB Basic kaart die enkel voor ritten bij de MIVB gebruikt kan worden. (De MoBIB-kaart wordt bij De Lijn voorlopig alleen gebruikt voor persoonlijke abonnementen.) Voor 65-plussers die in België wonen waren alle bussen, trams en metro's in België gratis, tot in januari 2015, sindsdien moet men een gereduceerd tarief betalen op voertuigen van De Lijn (Vlaanderen). Ze kregen daartoe een zogenoemde Omnipas 65+ automatisch thuisgestuurd in de maand voor hun 65e verjaardag.

## Duitsland
In Duitsland omvat de term Öffentlicher Personennahverkehr (ÖPNV) ook stoptreinen (Regionalbahn, RB) en sneltreinen (Regional-Express, RE), maar niet IC en ICE. Voor elk van de maanden juni, juli en augustus 2022 is er voor het gehele ÖPNV een uitzonderlijk goedkoop abonnement van €9 voor de gehele kalendermaand gebruikt, het 9-Euro-Ticket. Dit is door de centrale overheid mogelijk gemaakt als lastenverlichting en om het gebruik van het openbaar vervoer te bevorderen, onder meer voor energiebesparing voor zover anders met de auto zou worden gereisd. Het abonnement was ook voor reizigers woonachtig buiten Duitsland te koop. Het abonnement was op de meeste grenstrajecten niet geldig.
Per 1 mei 2023 keerde het abonnement terug als het Deutschlandticket. Ditmaal voor €49 per maand.